# Liste des musées de Dijon

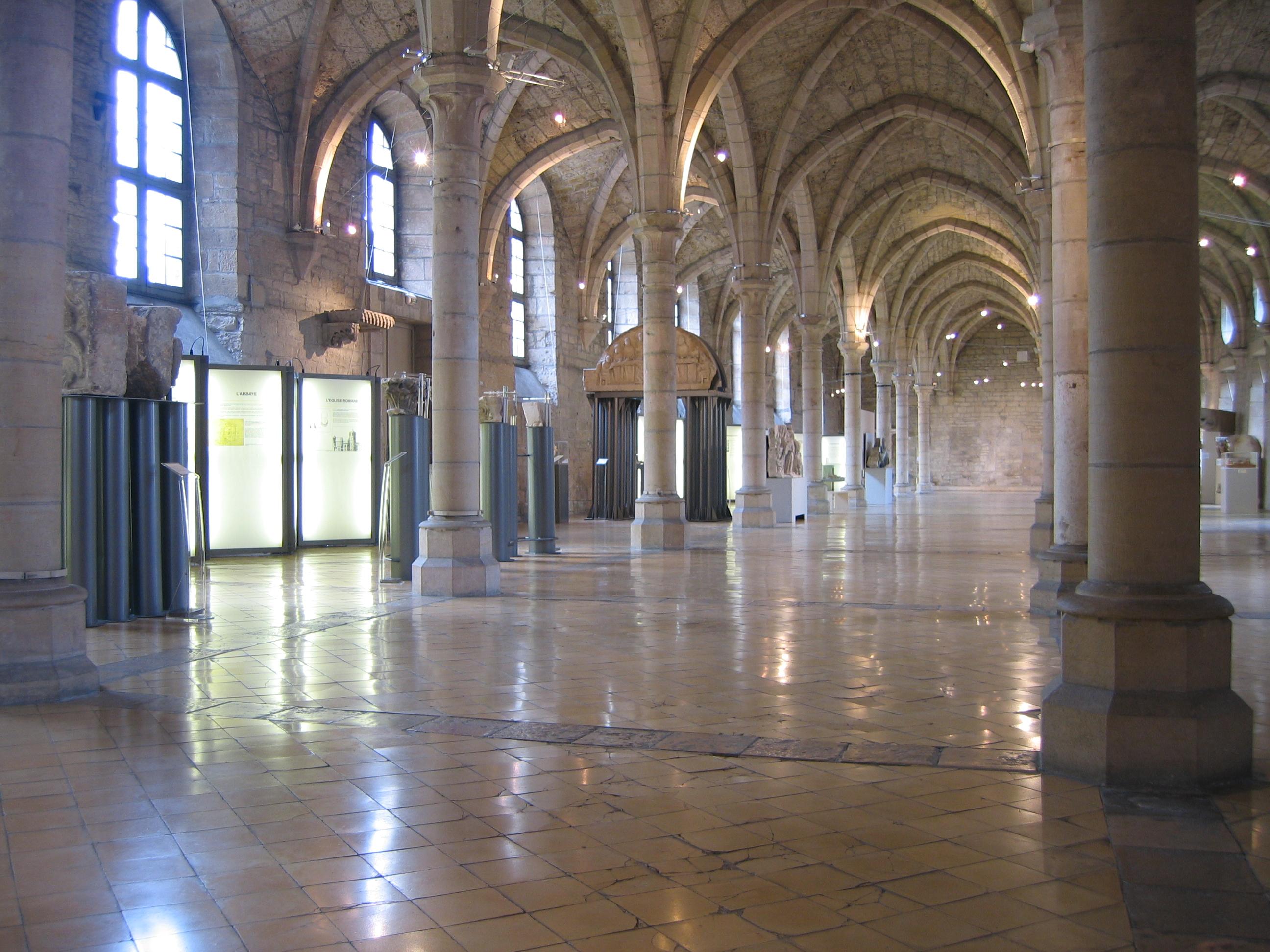
Dortoir des moines, ancienne abbaye bénédictine Saint-Bénigne, transformé en salle d'exposition du musée archéologique de Dijon

Plusieurs musées consacrés à des domaines très variés sont implantés à Dijon.

## Musée des Beaux-Arts
Le musée des beaux-arts est installé dans le Palais des ducs de Bourgogne. Dans la « salle des gardes » sont exposés les tombeaux des ducs Philippe le Hardi et Jean sans Peur, provenant de la chartreuse de Champmol, ornés de pleurants en albâtre. Les autres salles renferment des collections de peinture et de sculpture allant du Moyen Âge à l'époque contemporaine. Le musée est gratuit depuis 2004.

## Musée archéologique
Le musée archéologique occupe une partie de l'ancienne abbaye Saint-Bénigne et détient des pièces provenant des fouilles régionales à Dijon, Alésia, Mâlain... La collection lapidaire gallo-romaine et les bois sculptés provenant du sanctuaire des sources de la Seine sont de tout premier ordre.

## Musée de la vie bourguignonne Perrin de Puycousin
Le musée de la vie bourguignonne Perrin de Puycousin expose le patrimoine ethnographique de Bourgogne, avec des reconstitutions de scènes de la vie quotidienne, d'intérieurs d'anciens magasins dijonnais du XIXe siècle et une galerie des enfants célèbres de Dijon. Une partie de ses collections provient de Maurice Bonnefond Perrin de Puycousin, qui les offrit de son vivant à la ville de Dijon. Elles ont été exposées dans l'hôtel Aubriot de 1938 à 1970, avant d'être réinstallées en 1985 dans l'ancien couvent de l'abbaye de Tart.

## Musée d'art sacré
Le musée d'art sacré, installé dans l'ancienne église des Bernardines, présente d'intéressantes collections liturgiques et un morceau de sculpture magistrale : la Visitation, provenant du couvent du même nom détruit lors de la Révolution.

## Musée Magnin
Le musée Magnin occupe l'ancien hôtel Lantin, rue des Bons-Enfants. Il renferme une magnifique collection de tableaux et de meubles réunie par les Magnin, une famille d'amateurs.

## Musée Rude
Le musée Rude, situé dans le transept de l'ancienne église Saint-Étienne, abrite les moulages de diverses statues de François Rude, et donne accès à l'abside de l'église ; on peut y observer des restes de l'ancien castrum de Dijon, enceinte gallo-romaine de Dijon.

## Muséum d'histoire naturelle
Le Jardin botanique de l'arquebuse regroupe le Muséum d'Histoire Naturelle, le Planétarium et les collections botaniques du jardin de l'Arquebuse. Le planétarium Hubert Curien comporte trois structures qui représentent la vie animale et végétale :
- le pavillon de Raines, qui abrite des expositions temporaires, les réserves et le laboratoire ;
- le pavillon de l'Arquebuse, qui abrite l'exposition permanente sur la biodiversité ;
- deux bâtiments annexes, la Petite et la Grande Orangerie.

La municipalité de Dijon a construit un Planétarium via l'extension du pavillon de Raines. Ces constructions forment désormais un pôle scientifique regroupant les sciences de la Terre, de la Nature et de l'Univers.
Le Planétarium accueille environ 100 000 visiteurs par an et notamment un vaste public scolaire. Cette fréquentation placerait ce muséum à la première place des établissements les plus fréquentés en Province, selon la direction de l'Établissement public.
Il a ouvert ses portes le 9 septembre 2005 avec une capacité de 70 places ; il a été conçu tant pour les scolaires que pour le grand public. On y trouve différentes activités expérimentales, ateliers multimédia, rencontres avec le monde de la recherche, via conférences, visioconférences, projections, débats, expositions. Il est ouvert à tout public.

## Frac Bourgogne
Créé en 1984, en sa qualité de Fonds régional d’art contemporain, le Frac Bourgogne a plusieurs missions. Celle d’encourager la création contemporaine en constituant notamment une collection pour le compte de la région. Et celle de faire rayonner cette création en organisant des événements de diffusion et médiation. Ce second volet passe par l’organisation d’expositions, par le prêt d’œuvres, par la mise en place d’actions culturelles. 
L’une des particularités du Frac Bourgogne réside dans sa proximité avec un grand centre d’art contemporain : le Consortium. Lorsque le Consortium déménage en 2011, le Frac investit les 500 m2 laissés vacants, dans la rue Quentin. S’installant ainsi en plein centre de Dijon, dans les anciens locaux du Consortium et des Presses du Réel. Dirigé de 1996 à 2002 par Emmanuel Latreille, puis par Eva González-Sancho jusqu’en 2011, c’est Astrid Handa-Gagnard qui en reprend la direction en 2012. 
En 2015, le Consortium fait une donation à la ville de Dijon de deux cent trente œuvres dont la gestion a été confiée au Frac, qui conserve désormais près de huit cent quarante pièces.

## Le Consortium
Le Consortium, 37 rue de Longvic, est un centre d'art contemporain qui présente des expositions d'artistes en pointe dans l'art contemporain. Ses locaux ont été construits en 2009 et 2010 par l’architecte japonais Shigeru Ban,.

## La Cité de la gastronomie
La Cité internationale de la gastronomie est un équipement culturel français à vocation touristique dont les activités sont dédiées à la Gastronomie. Il s'agit de l'un des engagements que l'État doit mettre en place à la suite de l'inscription par l'UNESCO en 2010 du repas gastronomique des Français au patrimoine culturel immatériel de l'humanité. La Mission française du patrimoine et des cultures alimentaires (MFPCA), est l'organisme qui a porté le dossier de d'inscription est depuis 2010 chargée de la mise en œuvre du plan de gestion. En phase de projet, le site sera situé dans l'Hôpital général de Dijon,.

## Musée de l'électricité de Bourgogne
Le musée de l'électricité de Bourgogne - Hyppolite Fontaine, présente l'évolution de l'électricité à travers les thèmes de l'éclairage, du chauffage, de la chimie, de la force motrice, des communications. Il repose ainsi sur une large collection de lampes, appareils de mesure, électroménager, son et images.